# Rio Cachoeira (vattendrag i Brasilien, Paraná, lat -25,60, long -50,74)
Rio Cachoeira är ett vattendrag i Brasilien.   Det ligger i delstaten Paraná, i den södra delen av landet, 1 100 km söder om huvudstaden Brasília.
Omgivningarna runt Rio Cachoeira är en mosaik av jordbruksmark och naturlig växtlighet. Runt Rio Cachoeira är det ganska glesbefolkat, med 28 invånare per kvadratkilometer.